# 哈尔杜阿甘杰
哈尔杜阿甘杰（Harduaganj），是印度北方邦Aligarh县的一个城镇。总人口11564（2001年）。

## 人口
该地2001年总人口11564人，其中男性6125人，女性5439人；0—6岁人口1789人，其中男939人，女850人；识字率48.86%，其中男性为55.38%，女性为41.51%。